# Czech Open (Prostějov)
Il Czech Open (Prostějov) (noto come UniCredit Czech Open, e in passato Moneta Czech Open per motivi di sponsorizzazione) è un torneo professionistico di tennis giocato sui campi in terra rossa del TK Agrofert Prostejov. L'evento fa parte dell'ATP Challenger Tour e si tiene annualmente dal 1994 a Prostějov, in Repubblica Ceca.
Nel singolare in tre condividono il primato di tre titoli nella disciplina, Jan Hájek, Radek Štěpánek e Jiří Veselý, mentre nel doppio il primato appartiene sempre con tre trofei a Jaroslav Levinský.

## Albo d'oro

### Singolare
| Anno | Campione             | Finalista                | Punteggio           |
| ---- | -------------------- | ------------------------ | ------------------- |
| 2025 | Hugo Dellien         | Tseng Chun-hsin          | 6–3, 6–4            |
| 2024 | Jérôme Kym           | Tseng Chun-hsin          | 6–2, 3–6, 6–2       |
| 2023 | Dalibor Svrčina      | Tomáš Macháč             | 6–4, 6–2            |
| 2022 | Vít Kopřiva          | Dalibor Svrčina          | 6–2, 6–2            |
| 2021 | Federico Coria       | Alex Molčan              | 7–6(1), 6–3         |
| 2020 | Kamil Majchrzak      | Pablo Andújar            | 6–2, 7–6(5)         |
| 2019 | Pablo Andújar        | Attila Balázs            | 6–2, 7–5            |
| 2018 | Jaume Munar          | Laslo Đere               | 6–1, 6–3            |
| 2017 | Jiří Veselý (3)      | Federico Delbonis        | 5–7, 6–1, 7–5       |
| 2016 | Michail Kukuškin     | Márton Fucsovics         | 6–1, 6–2            |
| 2015 | Jiří Veselý (2)      | Laslo Đere               | 6–4, 6–2            |
| 2014 | Jiří Veselý (1)      | Norbert Gombos           | 6–2, 6–2            |
| 2013 | Radek Štěpánek (3)   | Jiří Veselý              | 6–4, 6–2            |
| 2012 | Florian Mayer        | Jan Hájek                | 7–6(1), 3–6, 7–6(3) |
| 2011 | Jurij Ščukin         | Flavio Cipolla           | 6–4, 4–6, 6–0       |
| 2010 | Jan Hájek (3)        | Radek Štěpánek           | 6–0, rit.           |
| 2009 | Jan Hájek (2)        | Steve Darcis             | 6–2, 1–6, 6–4       |
| 2008 | Agustín Calleri      | Martín Vassallo Argüello | 6–0, 6–3            |
| 2007 | Sergio Roitman       | Florian Mayer            | 7–6(1), 6–4         |
| 2006 | Jan Hájek (1)        | Dominik Hrbatý           | 6–3, 5–7, 6–2       |
| 2005 | Jarkko Nieminen      | Ivo Minář                | 6–1, 6–3            |
| 2004 | Radek Štěpánek (2)   | Michal Tabara            | 7–6(5), 7–5         |
| 2003 | Radek Štěpánek (1)   | Mariano Puerta           | 7–5, 6–3            |
| 2002 | Guillermo Coria      | Jiří Novák               | 6–3, 6–3            |
| 2001 | Bohdan Ulihrach (2)  | Jiří Novák               | 6–4, 6(5)–7, 6–3    |
| 2000 | Andreas Vinciguerra  | Jérôme Golmard           | walkover            |
| 1999 | Richard Fromberg (2) | Juan Carlos Ferrero      | 7–6, 5–7, 6–4       |
| 1998 | Richard Fromberg (1) | Andrew Ilie              | 6–2, 6–2            |
| 1997 | Bohdan Ulihrach (1)  | Fernando Meligeni        | 6–2, 4–6, 6–1       |
| 1996 | Andrej Česnokov      | Francisco Clavet         | 6–3, 6–0            |
| 1995 | Andrea Gaudenzi      | Jiří Novák               | 6–4, 6–3            |
| 1994 | Karol Kučera         | Tomáš Anzari             | 6–0, 6–4            |

### Doppio
| Anno | Campioni                                   | Finalisti                             | Punteggio              |
| ---- | ------------------------------------------ | ------------------------------------- | ---------------------- |
| 2025 | Petr Nouza Patrik Rikl                     | Lukáš Pokorný Dalibor Svrčina         | 4–6, 6–3, [10–4]       |
| 2024 | Ivan Liutarevich Sergio Martos Gornés      | Matwé Middelkoop Philipp Oswald       | 6–1, 6–4               |
| 2023 | Ariel Behar Adam Pavlásek                  | Marco Bortolotti Sergio Martos Gornés | 7–5, 6–4               |
| 2022 | Yuki Bhambri Saketh Myneni                 | Roman Jebavý Andrej Martin            | 6–3, 7–5               |
| 2021 | Oleksandr Nedovjesov Gonçalo Oliveira      | Roman Jebavý Zdeněk Kolář             | 1–6, 7–6(5), [10–6]    |
| 2020 | Zdeněk Kolář Lukáš Rosol (2)               | Sriram Balaji Divij Sharan            | 6–2, 2–6, [10–6]       |
| 2019 | Philipp Oswald (2) Filip Polášek           | Jiří Lehečka Jiří Veselý              | 6–4, 7–6(4)            |
| 2018 | Denys Molčanov Igor Zelenay (2)            | Martín Cuevas Pablo Cuevas            | 4–6, 6–3, [10–7]       |
| 2017 | Guillermo Durán Andrés Molteni             | Roman Jebavý Hans Podlipnik-Castillo  | 7–6(5), 6(5)–7, [10–6] |
| 2016 | Aljaksandr Bury Igor Zelenay (1)           | Julio Peralta Hans Podlipnik-Castillo | 6–4, 6–4               |
| 2015 | Julian Knowle Philipp Oswald (1)           | Mateusz Kowalczyk Igor Zelenay        | 4–6, 6–3, [11–9]       |
| 2014 | Andre Begemann Lukáš Rosol (1)             | Peter Polansky Adil Shamasdin         | 6–1, 6–2               |
| 2013 | Nicholas Monroe Simon Stadler              | Mateusz Kowalczyk Lukáš Rosol         | 6–4, 6–4               |
| 2012 | Hsieh Cheng-peng Lee Hsin-han              | Colin Ebelthite John Peers            | 7–5, 7–5               |
| 2011 | Serhij Bubka Adrián Menéndez Maceiras      | David Marrero Rubén Ramírez Hidalgo   | 7–5, 6–2               |
| 2010 | Marcel Granollers David Marrero            | Johan Brunström Jean-Julien Rojer     | 3–6, 6–4, [10–6]       |
| 2009 | Johan Brunström Jean-Julien Rojer          | Pablo Cuevas Dominik Hrbatý           | 6–2, 6–3               |
| 2008 | Rik De Voest Łukasz Kubot                  | Chris Haggard Nicolas Tourte          | 6–2, 6–2               |
| 2007 | Ramón Delgado Juan Pablo Guzmán            | Tomáš Cibulec Leoš Friedl             | 7–6(8), 6–1            |
| 2006 | František Čermák (2) Jaroslav Levinský (3) | Jan Mašík Michal Tabara               | 6–3, 6–2               |
| 2005 | Lukáš Dlouhý David Škoch (2)               | Jan Hájek Jan Mašík                   | 5–7, 6–3, 7–6(5)       |
| 2004 | Dominik Hrbatý Jaroslav Levinský (2)       | Travis Parrott Tripp Phillips         | 6–4, 6–4               |
| 2003 | Jaroslav Levinský (1) David Škoch (1)      | Rubén Ramírez Hidalgo Sergio Roitman  | 6–2, 6–2               |
| 2002 | František Čermák (1) Ota Fukárek           | Mariano Hood Sebastián Prieto         | 6–3, 7–6(5)            |
| 2001 | Andrea Gaudenzi Sander Groen               | Devin Bowen Mariano Hood              | 7–6(6), 6–4            |
| 2000 | Alberto Martín Eyal Ran                    | Petr Luxa Vincenzo Santopadre         | 6–2, 6–2               |
| 1999 | Dinu Pescariu Eric Taino                   | Devin Bowen Eyal Ran                  | 6–3, 6–3               |
| 1998 | Edwin Kempes Peter Wessels                 | Tomáš Cibulec Tomáš Krupa             | 6–4, 7–5               |
| 1997 | Jiří Novák (2) David Rikl                  | Scott Melville Diego Nargiso          | 6–4, 6–2               |
| 1996 | Mathias Huning Jack Waite                  | Fredrik Bergh Patrik Fredriksson      | 6–3, 7–6               |
| 1995 | Andrei Pavel Glenn Wilson                  | Jeff Belloli Jack Waite               | 7–5, 6–3               |
| 1994 | Jiří Novák (1) Radomír Vašek               | Sjeng Schalken Joost Winnink          | 6–7, 6–3, 6–4          |